# Sナビ
Sナビ（えすナビ）とは、クラリオン (ADDZEST) が1998年から2001年にかけて製造販売した1DINサイズに収めたCDナビである。
1998年モデルの初期Sナビ（NVS7455）から1999年モデルのNVS5555・NVS6555・2000年モデルのNVS5655・NVS6655・2001年モデルのNVS610の順に販売された。NVS7455・NVS5555・NVS5655は5.8インチワイド画面でNVS6555・NVS6655・NVS610は6.5インチワイド画面式で音楽が聴けるのはNVS7455とNVS5555とNVS6555である（ただし、TTX7455が必要）。当時、このナビは高性能だといわれていた。市販の1DIN式のカーオーディオといしょに組み合わせて使う。
2009年現在は製造していないのでほとんどオークションや中古カー用品店に売られている。